# Bolitoglossa mombachoensis
Bolitoglossa mombachoensis är en groddjursart som beskrevs av Köhler och James R. McCranie 1999. Bolitoglossa mombachoensis ingår i släktet Bolitoglossa och familjen lunglösa salamandrar. IUCN kategoriserar arten globalt som sårbar. Inga underarter finns listade.